# اوتو آئولی
اوتو آئولی (نروژی: Otto Aulie; ۲۷ سپتامبر ۱۸۹۴ – ۹ فوریهٔ ۱۹۲۳) بازیکن فوتبال اهل نروژ بود.
از باشگاه‌هایی که در آن بازی کرده‌است می‌توان به باشگاه فوتبال لین و باشگاه فوتبال اود اشاره کرد.
وی همچنین در تیم ملی فوتبال نروژ بازی کرده‌است.